# براندن گرگ
بِراندِن گِرِگ (به انگلیسی: Brendan Gregg)
یک مهندس کامپیوتر است که به خاطر کارش روی عملکرد محاسباتی و بهره‌وری سیستم‌های کامپیوتری شهرت دارد. او در حال حاضر مهندس کامپیوتر در شرکت اینتل است و پیشتر در نتفلیکس، سان میکروسیستمز، شرکت اوراکل و جوینت مشغول به کار بود. او در نیوکاسل، نیو ساوت‌ولز به دنیا آمد و از دانشگاه نیوکاسل استرالیا فارغ التحصیل شد.